# 埃夫罗塔斯
埃夫罗塔斯（希臘語：Ευρώτας）是希腊伯罗奔尼撒大区拉科尼亚专区的市镇，行政中心为斯卡拉镇。市镇面积为811.7平方公里，2021年人口数量为16,058人。
此市镇设立于2011年地方政府改革中，由原5个市镇合并而成，原市镇则成为此市镇的5个市区。